# Рубен Маррокін
Рубен Маррокін (ісп. Ruben Marroquín, нар. 10 травня 1992, Кускатанчинго) — сальвадорський футболіст, захисник клубу «Альянса» та національної збірної Сальвадору.

## Клубна кар'єра
У дорослому футболі дебютував 2012 року виступами за команду «Турін ФЕСА», в якій провів два сезони.
Своєю грою за цю команду привернув увагу представників тренерського штабу клубу ФАС, до складу якого приєднався 2014 року. Відіграв за команду із Санта-Ани наступні три сезони своєї ігрової кар'єри. Більшість часу, проведеного у складі ФАС, був основним гравцем захисту команди.
До складу клубу «Альянса» приєднався влітку 2017 року. 

## Виступи за збірну
2017 року, не провівши до того жодного матчу у складі національної збірної Сальвадору, був включений до заявки на Золотий кубок КОНКАКАФ 2017 року в США, де 16 липня у матчі проти збірної Ямайки (1:1) дебютував за національну збірну. Той матч так і залишився єдиним для Рубена на турнірі, а його збірна дійшла до чвертьфіналу.
Наразі[коли?] провів у формі головної команди країни 1 матч.